# Julian Real
Julian Real (* 22. Dezember 1989 in Oberhausen-Königshardt) ist ein deutscher ehemaliger Wasserballspieler.
Julian Real spielte bei der Europameisterschaft 2008 als Nachfolger von Lukasz Kieloch auf der Position des Centerverteidigers, das Team belegte den sechsten Platz. Real wurde nach seinen guten Leistungen von Bundestrainer Hagen Stamm auch in die Olympiamannschaft 2008 berufen; bei den Olympischen Spielen in Peking war Real der jüngste Wasserballer, der jemals in einer deutschen Olympiamannschaft stand. Insgesamt bestritt er ca. 300 Länderspiele.
Real begann beim Sterkrader Schwimmverein, von 2004 bis 2017 spielte er beim ASC Duisburg. 2013 wurde er mit der Bundesligamannschaft des ASCD Deutscher Meister und Pokalsieger. Ab 2017 spielte er für Waspo 98 Hannover. Dort gewann er 2018, 2020, 2021 und 2022 die deutsche Meisterschaft sowie 2018, 2019, 2021 und 2022 den Pokaltitel. Mit den Niedersachsen belegte er zudem die Plätze acht (2019) und sechs (2021) auf den Finalturnieren der Champions League. Im Jahr 2022 beendete er seine Karriere.